# I dödens väntrum (roman)

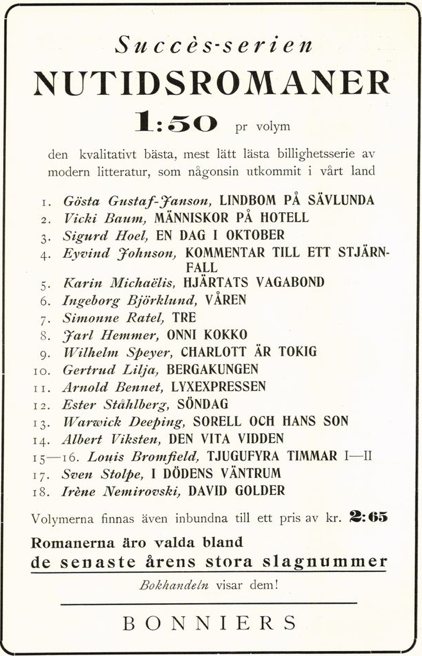
Annons i Biblioteksbladet 1936.

I dödens väntrum är en roman från 1930 av den svenske författaren Sven Stolpe. Den bygger på Stolpes erfarenheter av att vara inlagd på ett sanatorium. Boken ligger till grund för filmen med samma namn från 1946 i regi av Hasse Ekman. Stolpe var mycket missnöjd med de friheter regissören tog sig, vilket gav upphov till en öppen konflikt i tidningarna.